# Kils kommun
Kils kommun er en kommune i Värmlands län, Sverige med 11.000 indbyggere (2006).
59°30′N 13°18′Ø / 59.5°N 13.3°Ø